# Natalie Williams
Natalie Jean Williams (Long Beach, 30 november 1970) is een voormalig Amerikaans basketbalspeelster. Zij won met het Amerikaans basketbalteam de gouden medaille tijdens de Olympische Zomerspelen 2000. Ook won ze met het nationale team in 1998 en in 2002 het Wereldkampioenschap basketbal. 
Williams speelde voor het team van de Universiteit van Californië - Los Angeles. Ze speelde in de American Basketball League voor Portland Power, voordat zij in 1999 haar WNBA-debuut maakte bij de Utah Starzz. In totaal heeft ze 7 seizoenen in de WNBA gespeeld.
Tijdens de Olympische Zomerspelen 2000 in Sydney won ze olympisch goud door Australië te verslaan in de finale. In totaal speelde ze 8 wedstrijden tijdens de Olympische Spelen en wist alle wedstrijden te winnen. 
Williams werd in 2016 toegevoegd aan de Women’s Basketball Hall of Fame. Sinds 2022 is ze general manager bij de Las Vegas Aces.